# Карди Би
Белкалис Марленис Алманзар (енгл. Belcalis Marlenis Almanzar; Њујорк, 11. октобар 1992), познатија под уметничким именом Карди Би (енгл. Cardi B), америчка је реперка и телевизијска личност. Рођена је на Менхетну, а одрасла је у Бронксу. Карди Би је превасходно постала позната преко друштвених мрежа Инстаграм и Вајн, да би током 2015. и 2017. године затим учествовала у ријалити шоу програму Love & Hip Hop на каналу VH1.
У јуну 2017. године је постигла свој први значајнији успех у музици синглом Bodak Yellow, који се попео на врх Билбордове хот 100 топ-листе, чиме је Карди Би постала први женски хип хоп извођач којем је то пошло за руком у претходних двадесет година. Она је затим следеће године поновила тај успех сингловима I Like It у сарадњи са Бед Банијем и Џејем Балвином и Girls Like You са групом Maroon 5. Свој албум првенац, под називом Invasion of Privacy, је издала у априлу 2018. године. Албум је заузео прво место Билбордове листе, а такође поседује и троструку платинасту сертификацију од стране Америчког удружења дискографских кућа, као и Греми награду за хип хоп албум године.
У браку са репером и чланом групе Мигос, Офсетом, Карди Би је добила ћерку 2018. године.

## Дискографија
- (2018)
- (2025)

### Видеографија
| Спот                     | Година | Режисер                          |
| ------------------------ | ------ | -------------------------------- |
| Cheap Ass Weave          | 2015.  | Ренел Џоли                       |
| Foreva                   | 2016.  | Picture Perfect                  |
| Washpoppin               | 2016.  | Picture Perfect                  |
| Look At Me               | 2016.  | Benji Filmz                      |
| La Modelo                | 2017.  | Нуно Гомез                       |
| No Limit (Remix)         | 2017.  | Daniel Cz                        |
| Red Barz                 | 2017.  | Benji Filmz                      |
| Lick" (Remix)            | 2017.  | Mazi O                           |
| Pull Up                  | 2017.  | Benji Filmz                      |
| Bodak Yellow             | 2017.  | Picture Perfect                  |
| MotorSport               | 2017.  | Bradley,Pablo,Quavo              |
| Bartier Cardi            | 2018.  | Петра Колинс                     |
| Finesse (Remix)          | 2018.  | Бруно Марс,Флорент Декард        |
| Backin' It Up            | 2018.  | Kid Art                          |
| Be Careful               | 2018.  | Џора Франциз                     |
| Taki Taki                | 2018.  | Колин Тили                       |
| I Like It                | 2018.  | Еиф Ривера                       |
| Mi Mami                  | 2018.  | Фернандо Луго                    |
| Ring                     | 2018.  | Мајк Хо                          |
| Money                    | 2018.  | Џора Франциз                     |
| Please Me                | 2019.  | Бруно Марс,Флорент Декард        |
| Twerk                    | 2019.  | Daps,Сара Лакомбе                |
| Thotiana (Remix)         | 2019.  | Кол Бенет                        |
| Press                    | 2019.  | Џора Франциз,Карди Би            |
| Clout                    | 2019.  | Даниел Расел                     |
| Wish Wish                | 2019.  | Еиф Ривера                       |
| Writing on the Wall      | 2019.  | Myles Whittingham,French Montana |
| Yes                      | 2019.  | Еиф Ривера                       |
| WAP                      | 2020.  | Колин Тили                       |
| Me Gusta                 | 2020.  | Даниел Расел                     |
| Up                       | 2021.  | Tanu Muino                       |
| Rumors                   | 2021.  | Tanu Muino                       |
| No Love                  | 2022.  | Lacey Duke                       |
| Hot Shit                 | 2022.  |                                  |
| Put It On Da Floor Again | 2023.  |                                  |
| JEALOUSY                 | 2023.  |                                  |
| Bongos                   | 2023.  |                                  |